# Magatzems La Saldadora
Els magatzems La Saldadora són un edifici situat al carrer del Cardenal Casañas, 6-8 de Barcelona. Actualment és destinat a hotel.

## Història
El 1922, Joan Fàbregas i Moragas, antic soci de la botiga de teixits i novetats «La Liquidadora», situada al carrer del Cardenal Casañas, 8 principal, va adquirir-ne la plena propietat i la va rebatejar com a «La Saldadora». El 1926, va demanar permís per a ampliar els magatzems al primer i segon pis, enderrocant-ne els envans. El 1929, va demanar permís per a reedificar l'edifici núm. 6, i novament el 1934 amb el núm. 8, segons els projectes de l'arquitecte Carles Martínez Sánchez.
Fàbregas va morir el 1963, i el 1967, els magatzems van canviar el nom a Almacenes Ramblas.
El 1979 s'hi va instal·lar un alberg de l'Orde Hospitalari de Sant Joan de Déu, que va tancar les portes el 2011, quan es va traslladar al Poble-sec.

## Descripció
Les obertures dels pisos, tret de l'àtic, estan configurades com a finestres balconeres agrupades verticalment i inscrites dins d'una pell exterior de pedra artificial, perfilada amb una motllura de petites fulles en relleu.